# 蒼蠅座S
蒼蠅座S，又名CP-69 1646，HD 106111、SAO 251791、HR 4645，是蒼蠅座的一颗恒星，视星等为6.17，位于銀經299.64，銀緯-7.53，其B1900.0坐标为赤經12h 7m 23.8s，赤緯-69° -7.53′ 43″。